# Lion de Belfort
Ne doit pas être confondu avec Lion de Belfort (Paris).
Pour les articles homonymes, voir Lion (homonymie).
Le Lion de Belfort est un monument commémoratif en haut-relief situé à Belfort, en France, au pied de la falaise de la citadelle. Œuvre du sculpteur alsacien Auguste Bartholdi, il commémore la résistance de la ville assiégée par les Prussiens durant la guerre franco-allemande de 1870. La ville et l'arrondissement de Belfort, correspondant à l'actuel Territoire de Belfort, furent conservés par la France lors de la signature du traité de Francfort en 1871, qui fit de ce territoire la seule partie de l'Alsace à rester française.

## Description
La statue réalisée par Bartholdi représente un lion couché, la patte posée sur une flèche qu'il vient d'arrêter.
Reposant sur un piédestal en rocaillage, la sculpture est longue de 19,06 m et haute de 10,56 m, ce qui en fait la plus grande statue de pierre de France. Elle est constituée de blocs de grès rose de Pérouse (type de grès rouge des Vosges au lieu du calcaire blanc prévu par le conseil municipal de Belfort), sculptés individuellement, puis déplacés sur une terrasse verdoyante et adossée à la paroi calcaire grise de la falaise sous le château de Belfort, citadelle édifiée par Vauban puis remaniée par le général Haxo, pour y être assemblés. À la suite de protestations allemandes alors que l'Europe est dominée par Otto von Bismarck, le fauve — qui devait à l'origine faire face à l'ennemi — a la tête tournée vers l’ouest : « Bartholdi le fit alors le dos tourné à l'adversaire, dans une attitude dédaigneuse. Mais, entre ses pattes, il place une flèche tournée vers la frontière allemande » selon le directeur des musées de Belfort, Nicolas Surlapierre.
L'œuvre symbolise la résistance héroïque de la ville menée par le colonel Denfert-Rochereau pendant le siège de Belfort par l'armée prussienne, durant 103 jours (de décembre 1870 à février 1871). Selon Bartholdi, « le monument représente, sous forme colossale, un lion harcelé, acculé et terrible encore en sa fureur » et « le sentiment exprimé dans l’œuvre doit surtout glorifier l’énergie de la défense. Ce n’est ni une victoire ni une défaite qu’elle doit rappeler ».

## Un projet difficile à terminer

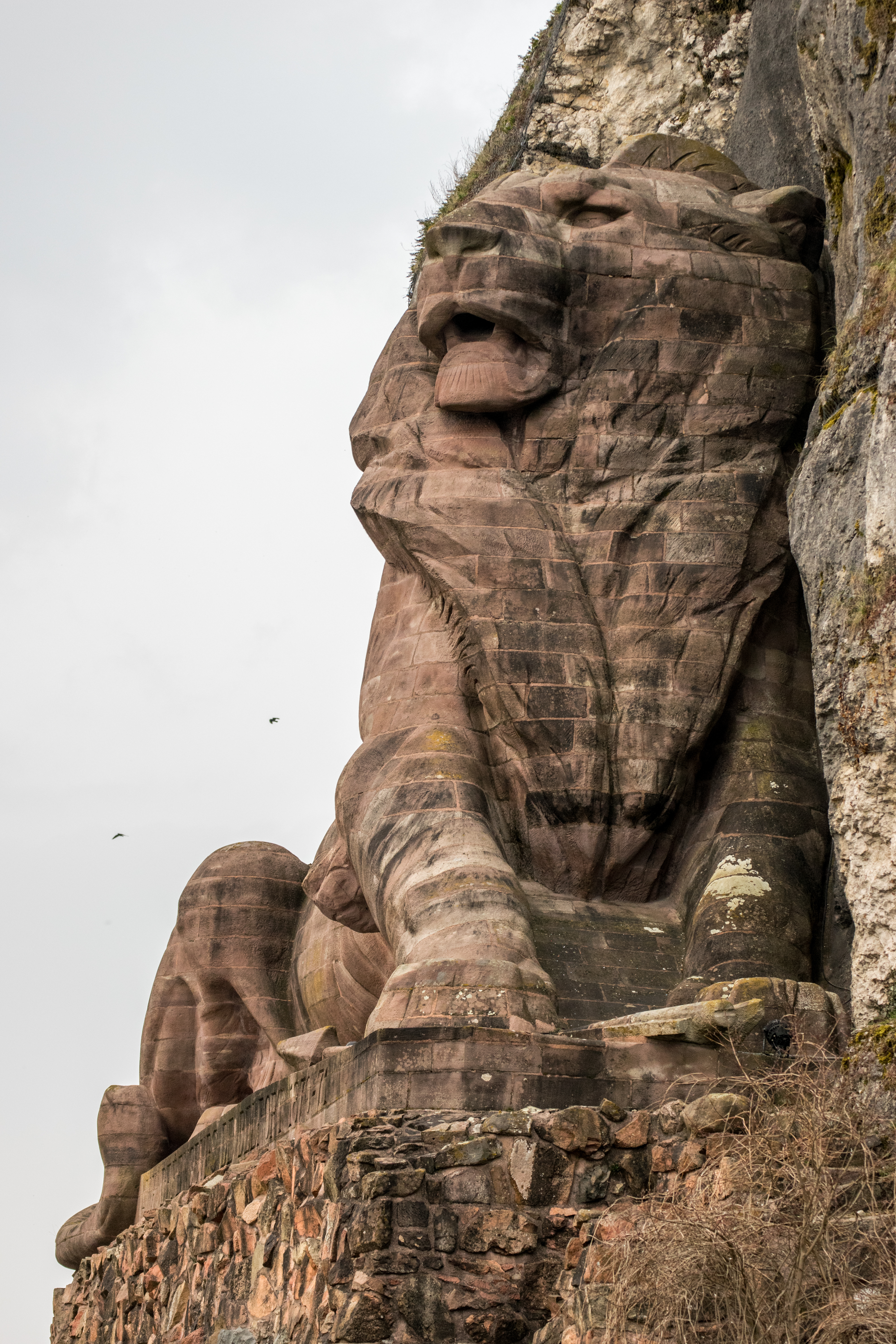
Le Lion de Belfort vu de face.

Le projet est lancé le 5 décembre 1871 par le conseil municipal de Belfort, et son maire Édouard Meny sollicite en 1872 le sculpteur colmarien Auguste Bartholdi qui a participé à la guerre franco-allemande de 1870 en tant qu'aide de camp de Garibaldi. Il est prévu à l'origine que le mémorial soit érigé sur le « pré Gaspard » (futur « cimetière des mobiles », nom en référence au lieu de sépulture des victimes du siège). Bartholdi réalise différents travaux préparatoires pendant 5 ans, il étudie ainsi les lions au jardin des plantes de Paris. Influencé par son maître Jean-Léon Gérôme qui aimait le gigantisme des sculptures égyptiennes antiques, il s'inspire notamment du Lion de Lucerne du sculpteur Bertel Thorvaldsen réalisé en 1819 et de Brutus, le lion de Jean-Baptiste Pezon, dompteur et directeur de la « grande ménagerie lozérienne » à Paris. Il inscrit son Lion dans le paysage urbain. Les travaux de terrassement commencent en 1875, la dernière pierre n’est posée qu'en septembre 1879.
En raison d'un différend entre la ville de Belfort et Bartholdi sur l’utilisation du reliquat de la souscription d'abord locale puis nationale, il n'y eut pas d'inauguration officielle, à cette époque, mais une inauguration orchestrée par Bartholdi et des Belfortains le soutenant. L'artiste finance le 28 août 1880 une illumination de son œuvre par des feux de Bengale. La section de Belfort du Club Alpin Français fait graver la dédicace « Aux défenseurs de Belfort 1870 – 1871 » sur le socle du Lion grâce aux fonds récoltés par un droit d’accès payant établi en 1890.

## Postérité
La sculpture à peine achevée, l'image du lion inspire, autant comme modèle que comme caricature, poètes, chansonniers, et sculpteurs (tel Max Ernst qui détourne sa figure dans plusieurs lithographies d'Une semaine de bonté) ; elle est exploitée à des fins publicitaires en cartes postales, assiettes, gravures, montres, miniatures, lessives, épiceries… Bartholdi tolère d'abord cette exploitation puis, devant la profusion des reproductions à partir de 1898, gagne les procès qu'il intente. Mais à sa mort, Belfort est devenue la « Cité du Lion » et ne tarde pas à en faire son emblème.
La sculpture est classée monument historique le 20 avril 1931.
Une réplique du lion de Belfort au tiers, en cuivre martelé, est placée à Paris, place Denfert-Rochereau, et une autre, au dixième, en granit, au square Dorchester de Montréal.

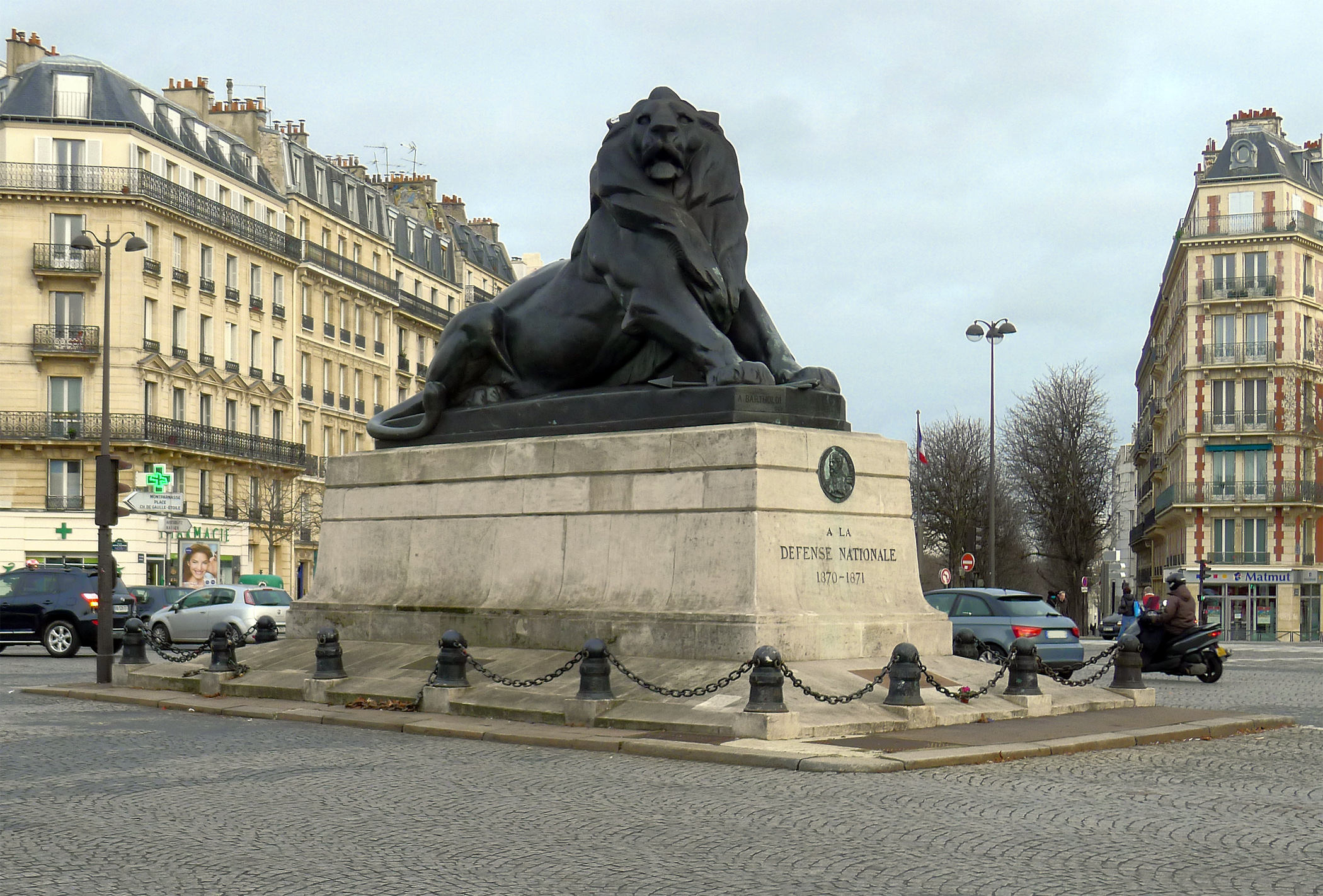
Le lion de Belfort, place Denfert-Rochereau à Paris.
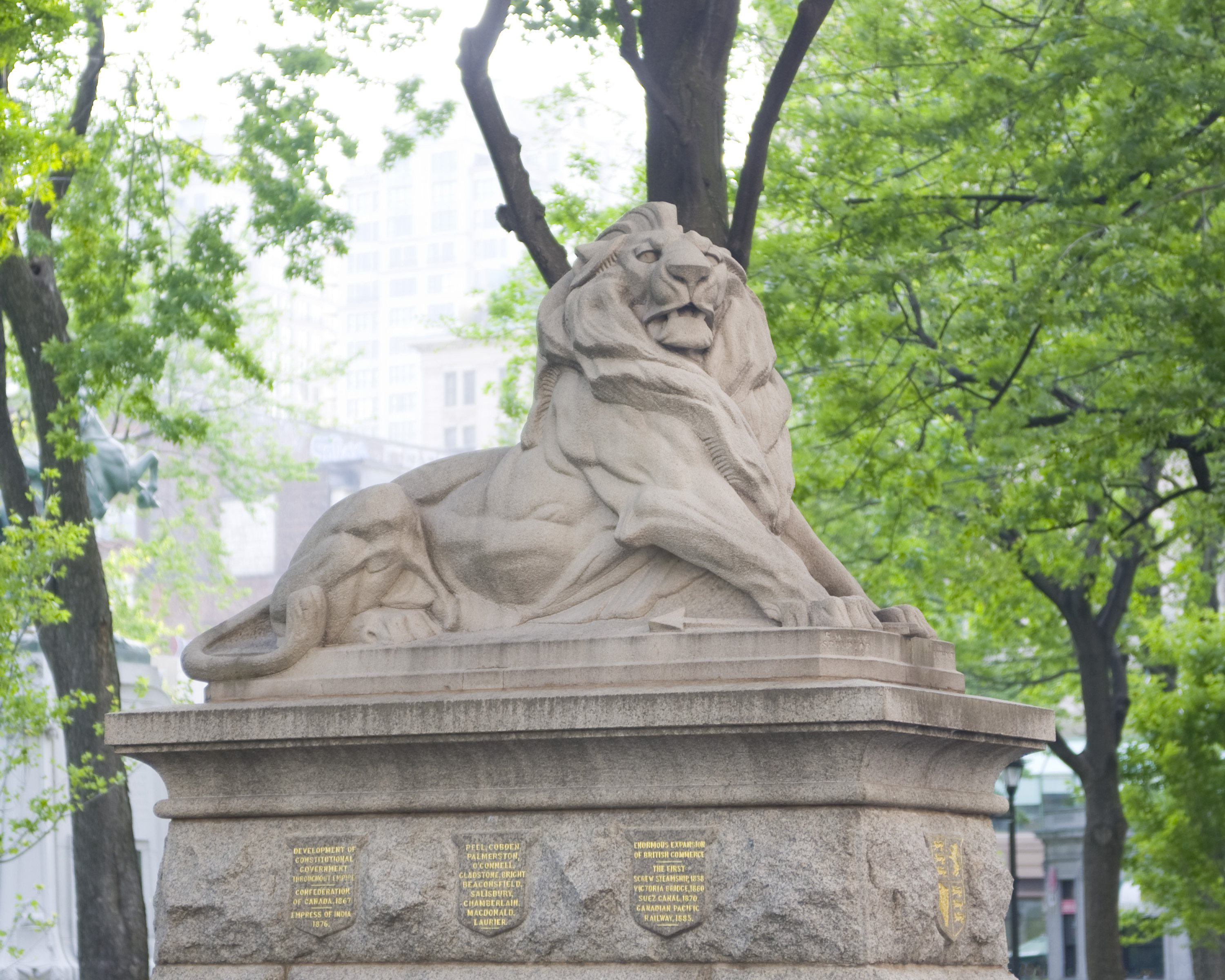
Réplique de Montréal.
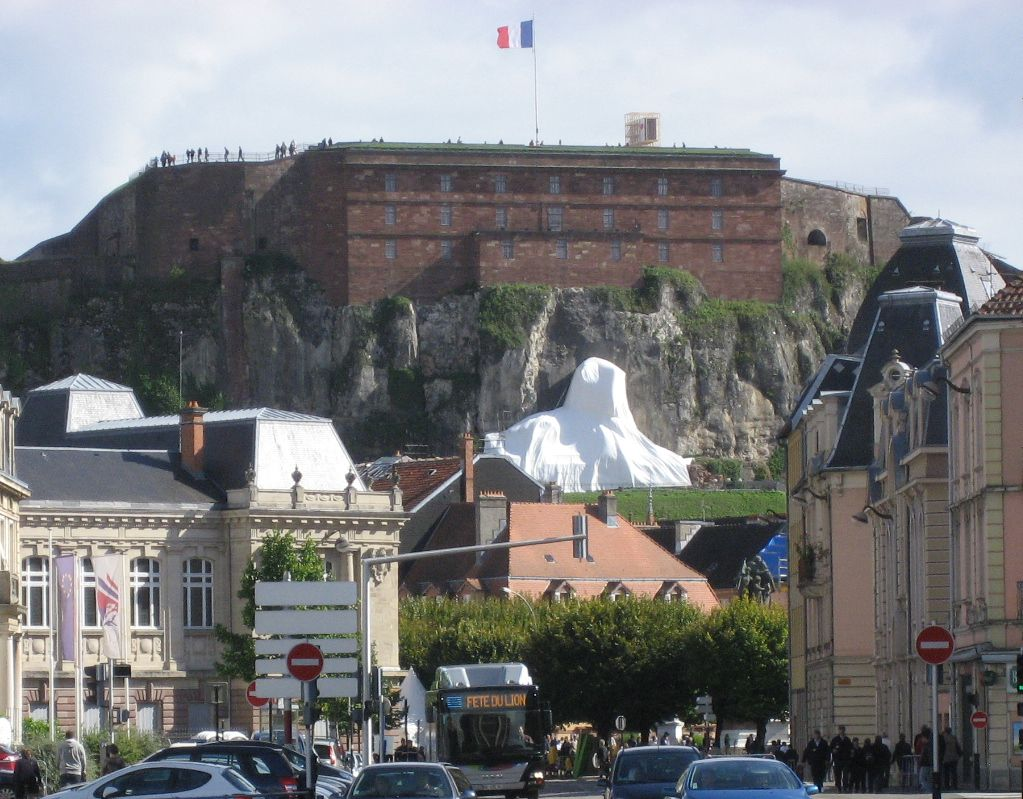
Le lion avant son inauguration le 18 septembre 2011.

Le Lion a été officiellement inauguré pour son centenaire, en 1981, puis surtout le 18 septembre 2011, après deux jours de fête et de reconstitutions devant 45 000 visiteurs, par le maire de Belfort Étienne Butzbach à l'occasion des journées du patrimoine de 2011, qui coïncident avec le 130e anniversaire de sa construction. Belfort célébrait également en 2011 le 140e anniversaire de la fin du siège de 1870 – 1871.
Le monument a fait l'objet, entre avril et mai 2019, d'un important nettoyage pour lui rendre sa couleur d'origine.

## Anecdotes
Plusieurs légendes entourent le monument, notamment celle selon laquelle Bartholdi se serait donné la mort pour avoir oublié de sculpter la langue de l'animal. D'une part, le Lion possède bel et bien une langue, comme cela a pu être constaté en 2019 lors de la restauration de l'œuvre ; d'autre part, Auguste Bartholdi ne s'est pas suicidé mais est mort des suites de la tuberculose.